# Castrobol
Castrobol település Spanyolországban, Valladolid tartományban. Castrobol La Unión de Campos községgel határos. Lakosainak száma 45 fő (2024).

## Népesség
A település népessége az utóbbi években az alábbiak szerint változott:
| Lakosok száma | 87   | 100  | 96   | 79   | 70   | 69   | 66   | 61   | 56   | 45   |
|               | 2001 | 2004 | 2007 | 2009 | 2012 | 2014 | 2017 | 2019 | 2022 | 2024 |